# Sniffer
Sniffer – program komputerowy lub urządzenie, którego zadaniem jest przechwytywanie i ewentualnie analizowanie danych przepływających w sieci.
Wspólną cechą wielu takich analizatorów jest przełączenie karty sieciowej w tryb mieszany (ang. promiscuous), w którym urządzenie odbiera wszystkie ramki z sieci, także te nieadresowane bezpośrednio do niego; sniffery mogą być uruchamiane także na routerze lub na komputerze będącym jedną ze stron komunikacji sieciowej – i w tych przypadkach tryb promiscuous nie jest konieczny.
Sniffer stanowi nieodzowne narzędzie diagnostyczne większości administratorów sieci, zwłaszcza podczas diagnostyki problemów z niezawodnością lub wydajnością połączeń. Może być również stosowany do monitorowania aktywności sieciowej osób trzecich, co jest w większości przypadków niezgodne z prawem. W celu ochrony przed takimi atakami, niektóre protokoły komunikacyjne stosują mechanizmy kryptograficzne.
Najczęściej używanymi programami tego typu są: tcpdump, sniffit, ettercap, dsniff, wireshark (dawniej ethereal) oraz snort. Ten ostatni pełni także funkcję sieciowego systemu wykrywania intruzów. Istnieją także liczne bardziej specjalizowane narzędzia tego typu (np. komercyjne systemy przeznaczone na potrzeby organów ścigania i służb wywiadowczych).